# Naryn (comida)
Naryn o Norin (Uzbekistán/Rusia: норин, норын) es un plato uzbeco de pasta elaborada con fideos hechos a mano y de carne de caballo. Se puede servir como un plato de pasta fría (Kuruk Norin- Norin seco) o como una caliente sopa de fideos (khul Norin- Norin mojado).

## Preparación
La pasta se rueda muy finamente y se corta en tiras de 1-2 mm de ancho y de 50 a 70 mm de largo. Los fideos se cocinan en agua hirviendo o, con frecuencia en un caldo de carne de caballo. La carne de caballo es entonces desmenuzada en la pasta y el Naryn se sirve, decorado con rodajas de salchichas de carne de caballo (Kazy). El plato se sirve como parte de cualquier comida extendida después de la samosa y antes del plov.